# Ole Bjørn Støle
Ole Bjørn Støle (Bergen, 9 april 1950 - Oslo, 19 november 2010) was een Noors jurist. Na een loopbaan als advocaat en verschillende malen als rechter werd hij in 2002 benoemd tot opperrechter. Hierna werd hij voor een periode van vier jaar aangesteld als rechter van het Joegoslavië-tribunaal.

## Levensloop
Støle studeerde vanaf 1971 aan de Universiteit van Bergen en behaalde daar zijn juridische graad Candidata juris in 1976. Ondertussen werkte hij sinds 1974 als juridisch assistent voor het instituut voor burgerlijk recht aan de universiteit. Van 1976 tot 1978 werkte hij als juridisch adviseur voor het Ministerie van Justitie en vervolgens was hij onderrechter van een districtsrechtbank voor strafrechtelijke en civiele zaken, tot hij in 1980 zijn licentie behaalde voor de advocatuur.
Van 1980 tot 2002 was hij advocaat en aanvankelijk ook procureur-generaal in Oslo. Ondertussen verkreeg hij in 1982 de autorisatie om te verdedigen voor het hooggerechtshof en nam hij in 1983 deel aan het Young European Lawyers Scholarship Scheme van het British Council in Edinburgh. Tussendoor was hij van 1990 tot 1993 beroepsrechter voor strafrechtelijke en civiele zaken in Bergen. Van 2001 tot 2004 was hij daarnaast voorzitter van de Markedsrådet (Marktraad) die zich juridisch uitspreekt over met name consumentenrechten.
Van 2002 tot 2006 was Støle rechter van het hooggerechtshof van Noorwegen in Oslo en behandelde hij strafrechtelijke, civiele en grondwettelijke zaken. Daarnaast was hij sinds 2004 lid van het EU-forum voor rechters voor het milieu (EUFJE).
Vanaf 13 juli 2006 was hij rechter ad litem van het Joegoslavië-tribunaal in Den Haag. Hij werkte op de rechtszaken tegen Vujadin Popović en Ramush Haradinaj. Hij verliet het tribunaal officieel op 10 juni 2010, de dag van de uitspraak in de zaak van Popović. Later dat jaar, op 19 november, overleed hij tijdens een medische ingreep.